# Fenomenologia dello spirito
(G.W.F. Hegel, Fenomenologia dello spirito, Prefazione)
La Fenomenologia dello spirito (in tedesco Phänomenologie des Geistes) è un'opera filosofica di Hegel, pubblicata per la prima volta nel 1807, dove si descrive il percorso ("scienza dell'esperienza della coscienza") che ogni individuo deve compiere, partendo dalla propria coscienza, per identificare le manifestazioni (la "scienza di ciò che appare", la "fenomenologia") attraverso le quali lo spirito si innalza dalle forme più semplici di conoscenza a quelle più generali fino al sapere assoluto. Lo scopo di quest'opera è quello di superare la logica di Aristotele (il principio di non contraddizione) estremizzandolo nella teoria logica della dialettica hegeliana. È considerata tutt'oggi come una delle opere più complesse di tutta la storia della filosofia. 

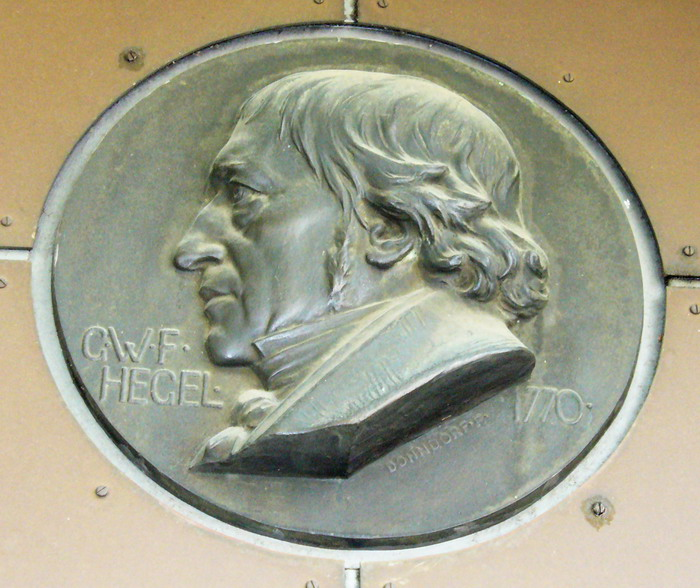
Georg Wilhelm Friedrich Hegel

## Storia e genesi dell'opera

### Premessa
Prima di procedere è necessario chiarire preliminarmente il significato della parola spirito nel pensiero di Hegel, altrimenti si potrebbe compiere un grave errore interpretativo. Come spiegato sotto, "spirito" non ha alcuna valenza religiosa che i vari culti attribuiscono a questo termine. Qui spirito ha un significato antropologico e sociologico, di portata valoriale pratica e certamente non soprannaturale: lo spirito è la cultura propria di un popolo (o gruppo etnico) espressa in una determinata epoca. Ad esempio: lo spirito dei greci in età ellenistica o quello dei francesi durante l'illuminismo o quello dei cinesi al giorno d'oggi.

### Il periodo storico dell'opera
Nel momento in cui Hegel a Jena stava concludendo la stesura della Fenomenologia dello Spirito infuriavano gli scontri fra le truppe napoleoniche e i prussiani. Come lui stesso scrive a Niethammer il 13 ottobre 1806: «Ho visto l'Imperatore, quest'anima del mondo, uscire dalla città per andare in ricognizione. È una sensazione meravigliosa vedere un tale individuo che qui, concentrato in un punto, seduto su un cavallo, si irradia sul mondo e lo domina». Poco prima della conquista di Jena nell'ottobre 1806, Hegel riesce a inviare col corriere il manoscritto a un tipografo di Bamberga. In quel momento Napoleone Bonaparte concentra in sé la storia del mondo e in lui batte il cuore pulsante dello Spirito. Ma proprio per i risvolti turbolenti del suo momento storico Hegel è inquieto e si affretta a concludere il suo libro. Sarà solo nell'anno successivo che scriverà la prefazione all'opera, che sorprendentemente si rivela quasi più densa di contenuto rispetto al corpo principale della Fenomenologia.

## Analisi dell'opera
Hegel sviluppa il tema della risoluzione del finito nell'infinito nella Fenomenologia dello Spirito, intesa come approccio alla filosofia che inizia con l'esplorazione dei "fenomeni" (che si presentano a noi nell'esperienza conscia) quale mezzo per cogliere lo Spirito Assoluto che è dietro il fenomeno. Nel caso della fenomenologia hegeliana si parla dunque di "fenomenologia dialettica". La fenomenologia, come scienza dell'esperienza della coscienza, è la storia romanzata dello Spirito (Geist) che «attraverso erramenti, contrasti e quindi infelicità e dolore, esce dalla sua individualità e si riconosce come ragione che è realtà e realtà che è ragione; a partire cioè dalle forme più semplici della coscienza individuale, perviene gradualmente e progressivamente al sapere assoluto.
Il compito e la funzione della Fenomenologia consistono nel condurre la coscienza naturale e finita al punto di vista della scienza filosofica, ovvero al sapere assoluto (absolutes Wissen), ovvero dal conoscere finito al conoscere infinito; detto altrimenti, la Fenomenologia mostra il passaggio dall'opposizione ed estraneità del soggetto rispetto all'oggettività della coscienza finita, al riconoscimento da parte della coscienza di essere in identità e unità con la realtà.
Il percorso della coscienza esposto nella Fenomenologia intende presentarsi come un movimento dialettico immanente alla coscienza, e non come qualcosa di imposto arbitrariamente dall'esterno; in virtù di questa necessità interna la coscienza stessa riconosce, volta per volta, l'inadeguatezza del proprio punto di vista. La Fenomenologia, dunque, rappresenta l'esperienza che la coscienza fa di sé e del proprio oggetto.

### La struttura generale
L'articolazione interna della Fenomenologia è molto complessa, dal momento che Hegel stesso ha fornito due diversi modi per dividere l'opera, che si presentano assieme nella versione definitiva. Nello specifico, è possibile articolare l'opera come un susseguirsi di figure (contrassegnate dal numero romano), che però a gruppi o singolarmente fanno riferimento a momenti, ovvero a dei particolari modi in cui si configura il rapporto della coscienza con il suo oggetto.
| I. La certezza sensibile o il questo e l'opinione        | A. Coscienza     | A. Coscienza         |
| II. La percezione o la cosa e l'illusione                | A. Coscienza     | A. Coscienza         |
| III. Forza e intelletto, fenomeno e mondo ultrasensibile | A. Coscienza     | A. Coscienza         |
| IV. La verità della certezza di sé stesso                | B. Autocoscienza | B. Autocoscienza     |
| V. Certezza e verità della ragione                       | C.               | (AA) Ragione         |
| VI. Lo spirito                                           | C.               | (BB) Spirito         |
| VII. La religione                                        | C.               | (CC) Religione       |
| VIII. Il sapere assoluto                                 | C.               | (DD) Sapere assoluto |

I principali momenti dello sviluppo fenomenologico sono, dunque, tre (ovvero quelli contrassegnati dalle lettere A, B e C): il primo è quello della coscienza, contraddistinto da una opposizione fra soggetto e oggetto, e dalla convinzione del soggetto che la verità sia fuori del soggetto, nella oggettività; il secondo è quello dell'autocoscienza, caratterizzato da una forte fiducia nella soggettività a discapito dell'oggettività, dalla convinzione che il criterio della verità si trova nell'io e non nelle cose; per il terzo, invece, Hegel non ha un nome vero e proprio e si limita a indicare soltanto una somiglianza fra le diverse figure comprese in esso (ragione, spirito, religione e sapere assoluto), che consiste nel superamento dell'opposizione fra soggetto e oggetto, e dal riconoscimento dell'io di essere ogni realtà, posizione che si articola in gradi diversi dalla ragione fino al sapere assoluto.

### LaCoscienza
Il momento da cui inizia la consapevolezza di sé (coscienza) è rappresentato dall'incontro dell'individuo con l'oggetto. È attraverso il confronto sensibile con gli oggetti che ci rendiamo conto della nostra esistenza.
L'incontro con l'oggetto si sviluppa attraverso tre fasi:
- certezza sensibile: si è certi che esista l'oggetto rivelato dai sensi, in un dato luogo e in un certo momento. Cambiando infatti il momento percettivo, dell'oggetto permangono invariati il questo (ovvero l'oggetto stesso), il qui (il luogo in cui esso si trova) e l'ora (il momento in cui i sensi lo rivelano). Nasce però la difficoltà di capire come riportare la certezza sensibile di tale oggetto a tutti gli altri oggetti che si presentano nella loro diversità sensibile.
- percezione sensibile: in questa fase l'attenzione si volge a fare in modo che le diverse proprietà degli oggetti possano essere riportate ad un unico punto di riferimento che permetta di avere una visione unitaria della realtà. La soluzione sembra essere quella di riportare tutta la varietà delle qualità sensibili a un punto fisso di riferimento: il sostrato, la sostanza presente in tutte le cose allo stesso modo. Ma la ricerca travagliata della sostanza ha dimostrato che l'uomo non riesce a coglierla.
- intelletto: visto che non siamo in grado di conoscere questo sostrato sul quale ineriscono le qualità dobbiamo pensare che l'unità non stia nell'oggetto, ma nel soggetto che unifica le sensazioni tramite l'intelletto. La consistenza fenomenica della realtà viene superata non ricercandola nella sostanza ma riportandola alla funzione dell'intelletto. (Ogni fatto, secondo l'idealismo, rimanda all'atto che lo pone.)

A questo punto la coscienza ha interiorizzato l'oggetto in se stessa ed è diventata coscienza di sé, ovvero autocoscienza che non ha più bisogno di riferirsi agli oggetti per avere coscienza di sé, ha capito che la certezza della propria esistenza è data dalla sua attività intellettuale.

### L'Autocoscienza
L'autocoscienza non ha più in
Hegel il significato di essere coscienti di sé, che aveva avuto sinora, ma acquista un valore sociale e politico. L'autocoscienza si raggiunge infatti solo se riusciamo a confrontare la nostra particolare esistenza con quella degli altri. Il riconoscimento delle altre autocoscienze non avviene, come si potrebbe pensare e come in effetti Hegel aveva inizialmente sostenuto nella fase giovanile (vedi: Pensiero di Hegel), attraverso l'amore, bensì attraverso la lotta, lo scontro per cui, addirittura, alcuni individui arrivano a sfidare la morte per potersi affermare su quelli che hanno paura e finiscono per subordinarsi ai primi. È questo il rapporto fenomenologico di "servo-padrone" che si esplica nella dialettica della figura signoria-servitù.

#### Il rapporto "signoria e servitù"
Il signore, nel rischiare la propria vita pur di affermare la propria indipendenza, ha raggiunto il suo scopo, e si eleva su quello che è divenuto il suo servo (poiché ha preferito la perdita della propria indipendenza pur di avere salva la vita). Anche il servo però diventa importante per il signore poiché dal lavoro di quello dipende il suo stesso mantenimento in vita. Il servo, lavorando, dà al padrone ciò di cui ha bisogno. Il padrone non riesce più a fare a meno del servo. Dunque la subordinazione si rovescia. Il padrone diviene servo poiché è strettamente legato al lavoro del servo, e il servo diviene padrone (con la sua attività produttiva) del padrone.
Da notare che non vanno perduti i ruoli originari, ma se ne aggiunge ad entrambi uno nuovo, l'opposto. Il passato di servo e padrone non viene eliminato del tutto ma in ognuno è in parte tolto e nello stesso tempo conservato il ruolo originario. È il classico rapporto di Aufheben (o Aufhebung) («togliere e conservare») che si stabilisce tra i vari momenti dello sviluppo dialettico che nella dialettica del servo sono
- paura della morte,
- servizio,
- lavoro (indipendenza).

Inoltre, il lavoro forma, poiché il servo, in ciò che produce, mette tutto se stesso e non solo la sua forza materiale, mentre il padrone si limita ad utilizzare gli oggetti prodotti. Poiché le cose non sono di sua proprietà, il servo riesce a dominare i propri desideri: dunque, attraverso il lavoro, l'autocoscienza acquisisce anche la dignità.

#### Stoicismo e scetticismo
Il raggiungimento dell'indipendenza, ultimo dei tre momenti della dialettica servo-padrone, coincide con lo stoicismo, ossia quella visione del saggio che ritiene di poter fare a meno delle cose e quindi si sente al di sopra della natura raggiungendo così l'autosufficienza. Tuttavia, in questo modo lo stoico s'illude di eliminare la realtà che continua invece a sussistere e ad influenzare la sua vita.
Chi invece riesce ad ignorare totalmente la realtà è lo scettico. Tuttavia lo scetticismo si contraddice, poiché da un lato lo scettico dubita della realtà e dichiara che tutto è vano e incerto, mentre dall'altro vorrebbe poter sostenere qualcosa di reale e vero. Questa scissione tra l'uno e il Tutto, tra l'individuo e la totalità del mondo, si ripropone nella figura della coscienza infelice religiosa tra il soggetto e la totalità di Dio.

#### La coscienza infelice
La scissione tra la coscienza mutevole dell'individuo e quella immutabile di Dio diventa esplicita in quella spaccatura che l'uomo avverte fra se stesso e Dio. Questa scissione appare evidente nell'ebraismo, dove il Dio è visto come un essere totalmente trascendente, padrone della vita e della morte: vi sarebbe dunque un rapporto di signoria-servitù fra Dio e l'uomo (cfr. Pensiero di Hegel: il periodo di Jena).
In un secondo momento, con il Cristianesimo medioevale, questa scissione sembra sanarsi quando Dio si assimila all'uomo incarnandosi.
Tuttavia, nulla viene veramente risolto: Cristo, da un lato, con la propria resurrezione, ritorna ad allontanarsi dall'uomo, superando la sua stessa incarnazione e, per altro verso, essendo Cristo vissuto storicamente in tempi anteriori, i molti che gli sono succeduti non hanno potuto assistere al miracolo dell'incarnazione di un Dio che ormai è separato dalla storia e lontano dai credenti.
Pertanto la scissione è tutt'altro che risolta, e la coscienza, sentendosi ancora separata dall'Assoluto, permane nell'infelicità.
Le manifestazioni dell'infelicità della coscienza dell'uomo cristiano-medievale sono tre:
- la devozione, con cui l'uomo si mortifica ed umilia riconoscendo Tutto in Dio e Niente in sé. Inoltre, la devozione è solo sentimentalismo, sentimento, che per Hegel non porta all'infinito;
- Le opere di bene, attraverso cui l'uomo spera di congiungersi con Dio. Tuttavia, egli ritiene che le sue forze e le sue opere siano dono di Dio. È un'ulteriore mortificante riconoscimento della sua dipendenza e separazione da Dio.
- La mortificazione di sé e del proprio corpo con le pratiche ascetiche. È il punto più basso, il fondo dell'infelicità.

La presa di coscienza del proprio valore, dopo aver toccato il punto più basso con la mortificazione di sé nei confronti della divinità, avviene nel Rinascimento, quando l'uomo riprende coscienza della propria forza ed inizia il cammino per raggiungere l'Assoluto.

### LaRagione

#### Ragione osservativa
Nel Rinascimento l'uomo riacquista la ragione, che gli indica come sia inutile la ricerca di un Dio trascendente mentre questo è vivo e presente nella natura stessa. Nasce così la pretesa della scienza di conquistare l'Assoluto tramite l'osservazione scientifica della realtà. Ma la descrizione che la scienza fa del mondo non implica l'impossessarsi del mondo tramite la legge e l'esperimento. Ancora una volta la totalità sfugge al potere dell'uomo.

#### Ragione attiva
Allora dalla ragione osservativa si passa a quella pratica, alla descrizione del mondo si sostituisce l'azione sul mondo, la volontà di usarlo e goderne. Ma tale intento fallisce come testimoniano le tre figure della ragione attiva:
- "il piacere e la necessità": l'individuo deluso dalla scienza e dalla ricerca naturalistica si getta nella vita alla ricerca del proprio godimento. Ma ogni piacere, sebbene soddisfatto, continua a lasciare un retrogusto amaro in bocca accompagnato da un senso di insoddisfazione (esempio di questa fase è il "Faust" di Goethe).
- "legge del cuore e il delirio della presunzione": l'individuo non essendo riuscito a realizzare se stesso attraverso il piacere, tenta presuntuosamente di migliorare il mondo attraverso la volontà generale  e cercherà allora di opporsi al corso ostile del mondo appellandosi al sentimento e cercando la felicità degli altri (emblema di questa fase è Rousseau); ma la Ragione, in disaccordo con la sfera individuale, fallirà nella sua pretesa di incarnare la Virtù.
- "cavaliere della virtù" (simboleggiato da Robespierre): l'individuo prenderà come sua guida "la virtù", ossia un agire in grado di procedere oltre l'immediatezza del sentimento e delle inclinazioni soggettive. Ma il contrasto tra la virtù, il bene concepito astrattamente, e la realtà del mondo, si concluderà con la sconfitta del "cavaliere della virtù".

#### Individualità in sé e per sé
In questa fase sintetica dello sviluppo dialettico della ragione Hegel mostra come l'individualità, pur mirando a raggiungere la propria realizzazione, rimanga tuttavia astratta e inadeguata. Per mostrarlo egli si serve ancora delle "figure":
- La prima figura è quella che Hegel denomina "il regno animale dello spirito": agli sforzi e alle ambizioni di una virtù che dovrebbe realizzare il bene di tutti ma che fallisce, succede l'atteggiamento dell'onesta dedizione ai propri compiti particolari. Ma c'è un inganno. L'individuo tende a spacciare la sua opera come il dovere morale stesso, mentre essa esprime soltanto il proprio interesse personale. Non esiste vera morale se non è universale.
- La figura della "ragione legislatrice": l'autocoscienza avvertendo l'inganno, cerca in se stessa delle leggi che valgano per tutti. Tuttavia tali leggi che pretendono d'essere universali in effetti nascono dalla propria volontà individuale.
- Infine la figura della "ragione esaminatrice delle leggi": l'autocoscienza cerca delle leggi assolutamente valide che s'impongano a tutti nessuno escluso. Ma così facendo l'individuo si deve porre al di sopra delle leggi stesse, riducendone quindi la validità e l'incondizionatezza.

Con tutte queste figure Hegel vuole dirci che se ci si pone dal punto di vista dell'individuo si è inevitabilmente costretti a non raggiungere mai l'universalità. Quest'ultima si trova soltanto nella fase dello "Spirito".

### LoSpirito
La ragione, finora presentata da Hegel come facoltà della mente umana, si estende ora nella vita dei popoli, e dunque diventa Spirito. Si passa dal soggetto all'universale. Lo Spirito per Hegel non è l'entità trascendente coincidente con il divino né l'aspetto psicologico o mentale dell'uomo, ma rappresenta, molto più concretamente, i valori della cultura e delle istituzioni, cioè di tutto ciò che nasce dalle relazioni tra gli uomini nella società e nella storia. Lo spirito è l'idea in sé e per sé (sintesi), che, dopo essersi fatta natura, ritorna presso di sé nell'uomo inteso collettivamente e socio-politicalmente ovvero come civiltà o gruppo umano, materializzatisi in una determinata area del mondo in un certo periodo storico. In pratica, lo spirito non è altro che l'essenza (la storia, i valori, i comportamenti, il pensiero, i costumi, l'etica, insomma la realtà culturale) propria di un popolo.
Nella storia dello spirito questo assume nel mondo greco antico la forma dell'eticità, dove la vita dell'individuo coincide con quella della sua comunità, con quella della polis. Successivamente lo spirito si manifesta nella cultura, la cui massima realizzazione è stata quella dell'Illuminismo, età nella quale il pensiero va oltre quanto gli presenta la realtà naturale e agendo come intelletto adotta il metodo analitico. Occorre tuttavia stare attenti a non estremizzare l'uso della ragione, che può divenire strumento di violenza e distruzione (com'è accaduto con il Terrore nella Rivoluzione francese).
Si arriva infine alla terza forma dello spirito, rappresentata dall'anima bella, che realizza una vera e propria rivoluzione morale poiché è capace di armonizzare il suo comportamento istintivo con i dettami della legge, inserendo il suo agire particolare nell'ambito dell'universale. Tuttavia nel mantenere la sua purezza originaria l'anima bella vive distaccata dal mondo reale.

### LaReligione
Nello stadio della Religione lo spirito ritrova se stesso recuperando quell'oggettività persa nella trascendenza. Lo spirito recupera la sua unità con l'Assoluto, con Dio, manifestandosi in tre figure:
- la religione naturale, dove il divino compare negli elementi naturali come la luce, le piante o gli animali;
- la religione artistica, quella praticata dall'antico popolo greco e romano che rappresentano Dio nelle opere d'arte;
- la religione rivelata, il cristianesimo che è stato capace di superare il suo simbolismo esteriore nei principi teologici della Trinità, della lotta tra il bene e il male, nell'incarnazione.[18]

### IlSapere assoluto
Il Sapere assoluto come "concetto concreto" è l'approdo della Fenomenologia dello spirito. Il sapere assoluto è ormai libero (ab solutus) da ogni legame con le rappresentazioni sensibili, che ormai non lo appesantiscono più inficiando la sua purezza: egli ha tolto tutte le figure precedenti, tolte perché finite, ma le ha conservate (Aufhebung) perché sono tappe verso il sapere assoluto. Io = Io ora vuol dire che il soggetto non è altro che «identità dell’identità e della non-identità»; il soggetto cioè ingloba in sé l’oggetto e lo conosce completamente senza separarlo da sé. Le esperienze passate non sono state inutili, ma anzi, essenziali, e in ognuna di esse c’erà già il Sapere Assoluto, ma la coscienza finita, nella sua presunzione e nella sua immediatezza, non se n’era accorta. Il percorso della fenomenologia è quindi giunto alla vera scienza, da Hegel qui intesa come sinonimo di filosofia speculativa, sostanzialmente assimilabile alla filosofia teoretica, non la scienza nel senso fisico-naturalistico-matematico del termine. Lo spirito diviene pertanto sapere libero da qualsivoglia limitazione in quanto si sa spirito (è proprio tramite la coscienza che esso finalmente perviene, al termine del viaggio, a sapersi).

## Prefazione della Fenomenologia dello spirito
L'opera è preceduta da una lunga Prefazione e da una più breve Introduzione. Nella Prefazione, che in realtà era pensata come prefazione all'intero sistema (e non esclusivamente alla Fenomenologia), Hegel presenta alcune delle più note formulazioni delle sue posizioni filosofiche: la concezione della verità come intero (che comprende fine e attuazione del fine); la nozione di auto-movimento del concetto (o dialettica); la critica al metodo (in filosofia) e al formalismo matematico; la critica alla forma logica del giudizio e la nozione di "proposizione speculativa"; e infine la celebre concezione dell'assoluto come soggetto (e non semplicemente sostanza) e le relative critiche a Spinoza, Fichte, Schelling e i romantici.

### Critica al formalismo matematico
Un aspetto particolare del pensiero hegeliano trattato nella prima parte della Fenomenologia è la critica al formalismo matematico.
«Se lo sviluppo non consiste in altro che la ripetizione della medesima formula, l'idea, per sé indubbiamente vera, nel fatto non va al di là del proprio cominciamento; [...] tutto ciò, non diversamente da arbitrarie fantasie sul contenuto, è ben diverso da ciò che si richiede; è ben diverso, cioè, dalla ricchezza che scaturisce da sé stessa e dall'autodeterminantesi differenza delle forme.»
Il sapere matematico pone due problemi:
- perde la ricchezza della dialettica, che deriva da una dimostrazione i cui passaggi sono inevitabili, e per esserlo, non possono che seguire l'evoluzione dell'oggetto;
- la conoscenza esteriore (estrinseca, imposta dall'esterno) non è inerte, ma modifica la struttura dell'oggetto.«Nel conoscere matematico la considerazione è un operare che, per la cosa, vien da fuori; ne segue quindi che la cosa vera viene alterata».[23] L'idea che la conoscenza e la misura condizionino l'oggetto anticipa teorie scientifiche come quelle scaturenti dal principio di indeterminazione di Heisenberg, e riprende temi della filosofia ad esempio di Tommaso d'Aquino: non esistono azioni neutre, senza conseguenze, nemmeno nel pensare: perciò anche nel pensiero c'è qualcosa che muta, e si verifica o una "adaequatio intellectus ad rem" oppure una "adaequatio rei ad intellectus": o l'intelletto espone l'evoluzione dell'oggetto, o, se ignora la dialettica, l'oggetto è deformato dal pensiero.
- «L'evidenza di questo manchevole conoscere, della quale la matematica va superba, facendosene un'arma contro la filosofia, si basa sulla povertà del fine e sulla deficienza del contenuto della matematica, ed è tale da suscitare il disprezzo da parte della filosofia. Fine o concetto della matematica è la grandezza. Ma questa è appunto la relazione inessenziale e aconcettuale. Il movimento del sapere procede in superficie, non tocca la cosa stessa. La materia intorno alla quale la matematica costruisce il suo consolante tesoro di verità è lo spazio e l'Uno. [...] il sapere procede sulla linea dell'eguaglianza.[...]. La matematica immanente, detta anche matematica pura, neppure contrappone allo spazio il tempo, come secondo oggetto da considerare per priorità.[...]. Il principio della grandezza-differenza senza concetto, e il principio dell'eguaglianza - astratta unità non vitale -, non riescono ad occuparsi di quella pura inquietudine della vita e distinzione assoluta, che è il tempo»[24]

Diversamente dal ragionamento filosofico, i passaggi di un'induzione scientifica non sono necessari, in quanto per un medesimo teorema (ipotesi e tesi) spesso sono note molteplici dimostrazioni, ugualmente vere e indipendenti tra loro.
Non essendo necessari e univoci (una sola dimostrazione, di cui si riesca anche a dimostrare a parte che è anche l'unica possibile per il sistema dato di ipotesi e tesi), i passaggi di una dimostrazione matematica non sono prevedibili e intuibili a priori.
Se le dimostrazioni sono molteplici e diverse, soltanto una di esse al massimo segue la dialettica dell'oggetto che comunque si realizza in un unico modo.
La matematica e il sapere scientifico non appagano, hanno un poco consolante tesoro di verità che ignora il tempo, vera inquietudine della vita. La matematica consiste di proposizioni, vere, ma che sono «rigide e morte; dopo ognuna di questa si può far punto; la seguente ricomincia per conto proprio, senza che la prima accenni a un movimento verso l'altra, e senza che a questo modo sorga una connessione necessaria attraverso la natura della cosa stessa».
Senza tempo e movimento non giunge all'essenza, all'opposizione, al passaggio dell'opposto nell'opposto, e tanto meno all'automovimento qualitativo e immanente.
Nel '900 sarà dimostrato che tutti i concetti della matematica sono riconducibili ad insiemi; conoscere per insiemi fu paragonato da Hegel a «mettere tutto in un sacco». Anche creando un ordinamento fra le proposizioni, come nella geometria euclidea, con postulati teoremi e corollari, non si ottiene una connessione necessaria, ma dei legami molti-a-molti (un postulato, n teoremi, n corollari, e un teorema e corollario dimostrati per vie differenti).

#### "La Matematica"
Nel paragrafo dal titolo "La Matematica", sempre nella Prefazione, in merito alla dimostrazione del teorema di Pitagora, dirà che
«il triangolo viene smembrato; le sue parti sono volta in altre figure fattevi sorgere dalla dimostrazione. Dunque, il triangolo intorno al quale si deve operare, veniva perduto di vista durante il procedimento, ed era là soltanto in pezzi che appartenevano ad altri intieri».
«La necessità non scaturisce dal concetto del teorema, anzi viene imposta; e si deve ciecamente ubbidire alla prescrizione di tirare certe linee, mentre se ne potrebbero tirare infinite altre: tutto ciò con un'ignoranza pari solo alla fede che ciò andrà a buon fine per la condotta della dimostrazione. [...] così la dimostrazione percorre una via che si fa cominciare a un punto qualunque, senza sapere in che rapporto stia con il risultato che deve venir fuori».
Hegel critica il modo di procedere della matematica, per quanto concerne le finalità e l'identificazione dei momenti conoscitivi. Il modo matematico, pur sviluppando le interconnessioni tra le varie fasi dello sviluppo del concetto, non descrive accuratamente, e anzi per lo più tralascia lo sviluppo dialettico che dalle ipotesi arriva alla tesi. Per Hegel, la costruzione è un mezzo della conoscenza, ma non un momento dell'oggetto, poiché nella sua struttura non evidenzia chiaramente i momenti dell'evoluzione dialettica.
La matematica produce sistemi chiusi nei quali la conclusione è la tesi che si intendeva dimostrare, ma proprio perché la fine è uguale al principio, dopo la dimostrazione lo spirito non si è annullato - ciò che è necessario al suo rivelarsi - ed è tornato in se stesso senza in realtà uscirne. Se si considera la tesi come primo momento della fenomenologia del sapere matematico, la dimostrazione si riduce a qualcosa che si può omettere saltando direttamente alla conclusione, è un passaggio che viene da un metodo scientifico per distinguere verità e opinione. In questo modo, si perde la dialettica, tutta la conoscenza che è manifestata durante i cambiamenti dell'oggetto.
Un sapere compiuto deve mostrare come si struttura l'oggetto, l'esposizione segue il divenire dell'oggetto ed è necessaria. Ciò non è riscontrabile nel procedere matematico, quando la tesi sia posta come primo momento dello sviluppo del sapere.
«Quel procedere è piuttosto un formalismo monocromatico che giunge alla differenza del contenuto soltanto perché è preparata e già nota. [..]. Il formalismo protesta che sentirsi inappagati dell'universalità da lui proposta è incapacità di impadronirsi di una posizione assoluta e a mantenervisi».

#### La negazione delle differenze
Al formalismo matematico viene contrapposta la posizione di quanti negano le differenze, senza che «questo atto sia conseguenza di uno sviluppo né si giustifichi in sé stesso», potremmo dire che sia il momento della sintesi.
Dire che «nell'Assoluto, nello A = A, non ci sono certe possibilità, perché lì tutto è uno. Contrapporre alla conoscenza distinta e compiuta, questa razza di sapere, per la quale nell'Assoluto tutto è uguale, - oppure gabellare un suo Assoluto per la notte nella quale, come si è soliti dire, tutte le vacche sono nere, tutto ciò è l'ingenuità di una conoscenza fatua».
La conoscenza che si contrappone al formalismo matematico si manifesta in due modi che alla fine sono identici.
- affermare che nell'Assoluto, ogni cosa è tutte le altre, e si vedono sparire tutte le differenze;
- affermare che l'Assoluto è come «la notte in cui tutte le vacche sono nere», e le differenze non si vedono più.

La maggiore filosofia al tempo di Hegel ricadeva o in questa indistinta identificazione delle essenze, o nel formalismo matematico - che pure Hegel contestava.

#### La soluzione del sapere scientifico
Hegel elabora una soluzione, che non consisterà né nella conoscenza vuota di un Assoluto senza differenza, né in un'esposizione da lui scelta come è proprio del formalismo matematico. Si nota che la differenza con le due forme di sapere è di metodo, non solo di merito. Ciò è poco sottolineato nel testo successivo, ma è da notare poiché per Hegel il metodo è anche l'oggetto.
«Secondo il mio modo di vedere, che dovrà giustificarsi soltanto mercé l'esposizione del sistema stesso, tutto dipende dall'intendere e dall'esprimere il vero non come sostanza, ma altrettanto decisamente come soggetto. [...]  La sostanza viva è l'essere che è in verità Soggetto. [...] come Soggetto essa è la pura negatività semplice, ed è, proprio per ciò, la scissione del semplice in due parti o la duplicazione opponente; questa, a sua volta, è la negazione di questa diversità indifferente e della sua opposizione; soltanto questa ricostituentesi eguaglianza e la riflessione entro l'esser-altro in sé stesso - non un'unità originaria come tale, né un'unità immediata come tale - è il vero. Il vero è il divenire di sé stesso, il circolo che presuppone e ha all'inizio la propria fine come fine, e che solo mediante l'attuazione e la propria fine è effettuale».
La sintesi si crea nel tempo - non è un'unità originaria che poi si manifesta - e si attua in modo mediato. Un circolo ha la proprietà di avere la fine uguale all'inizio della vita di un soggetto/oggetto. Ciò si verifica nel tempo in due modi:
- la fine e l'inizio appaiono uguali in momenti diversi, per cui l'oggetto ha le stesse qualità all'inizio e alla fine del suo divenire;
- l'inizio e la fine sono solamente nello stesso istante, al termine del mutare dell'oggetto (o soggetto): l'inizio è la causa che avvia il mutare dell'oggetto, e non è diversa ed esterna da questo.

È una causa finale, per cui fin dall'inizio il mutare dell'oggetto è finalizzato a ciò che sarà alla fine, la fine è il fine. L'inizio è una causa finale, che si realizza solo al termine della sua vita, quando anche l'effetto desiderato si manifesta.
L'oggetto è vero solo se:
- è alla fine della sua vita;
- è divenuto secondo un percorso unico e necessario, assumendo una sequenza inevitabile di tappe, figure, determinazioni.

Perciò, quanto più l'oggetto diviene tanto più è vero, mentre si avvicina al grado massimo di verità, nel momento di sintesi, quando cessa di mutare. Parlando della verità matematica, affermerà che le conclusioni di un teorema sono vere, ma non sono la verità dell'oggetto, perché la dimostrazione non identifica l'oggetto il cui divenire si attua nella dimostrazione della proposizione.

#### L'autocausazione
Quando la fine è uguale all'inizio, la causa coincide con l'effetto e si parla di autocausazione. L'autocausazione può realizzarsi nei due modi detti prima, parlando del circolo.
L'autocausazione non è in Hegel un effetto che in un istante successivo diviene causa, e attiva un ripetersi all'infinito dello stesso divenire (effetto insieme a causa materiale o formale). L'autocasauzione è da intendersi nel secondo modo, un effetto e causa finale che sono nello stesso istante, nel momento di sintesi, al termine della vita dell'oggetto. L'oggetto è vero (o pienamente vero) alla fine della sua vita, nello stesso istante in cui è vera la causa finale, che perciò è una proprietà dell'oggetto.

### Critica al fondazionalismo filosofico
Anche a queste parole, è riconducibile la critica che Hegel muove più avanti al fondazionalismo filosofico. 

Hegel critica l'abitudine di quei pensatori che cercano il fondamento delle proprie affermazioni oltre l'argomento che stanno trattando, in particolare, quando tentano di mettere alcune verità a fondamento di tutte le altre contenute nella filosofia, oppure quando cercano di porre alcuni principi veri alla base della dimostrazione dell'esistenza di Dio.
La mancata esposizione del movimento dialettico delle proposizioni è causa dell'incomprensibilità di molti scritti filosofici al grande pubblico e della necessità di rileggerli più volte per capirli, perché una volta la frase assume il significato del soggetto, un'altra del suo predicato o accidente.
«La dimostrazione usuale si vale di fondamenti che abbisognano ancora di una fondazione, e così all'infinito. Peraltro una tale ricerca del fondamento e della condizione appartiene a quel dimostrare da cui differisce il movimento dialettico; appartiene alla conoscenza esteriore. Il movimento dialettico ha un contenuto che è già in tutto e per tutto soggetto». Poco più avanti:
«vero è l'intero. Ma l'intiero è soltanto l'essenza che si completa mediante il suo sviluppo. Dell'Assoluto si deve dire che esso è essenzialmente Resultato, che solo alla fine è ciò che è in verità».
Intero non è solo l'Assoluto, ma la totalità dell'oggetto che si sta considerando, come nell'esempio sui teoremi di geometria in cui Hegel parla di molteplici intieri.
La verità si consegue soltanto quando i concetti particolari sono considerati non più nella loro astratta separazione, ma come momenti e articolazioni della totalità (cioè dell'intera struttura dialettica) di cui fanno parte (questa tesi è contenuta nella prefazione alla "Fenomenologia dello spirito").
Tali considerazioni spiegano ad esempio perché Hegel non cercò di dare una dimostrazione dell'esistenza di Dio, ma in "Vita di Gesù" e altri scritti si occupò del fatto storico, di seguire il movimento dialettico così come si era manifestato. Nella Prefazione afferma che l'amore è l'aspetto principale di Dio, e che sarebbe stato inconcepibile senza il dolore terreno. La morte di Gesù, è intesa come il momento del negativo, e un passaggio inevitabile, per quello positivo di sintesi, con l'ascensione e il ritorno al Padre, e l'avverarsi dell'ultima profezia. In quanto uomo, Gesù doveva inevitabilmente morire, ma la morte di Dio è una contraddizione dialettica che può esistere soltanto auf-heben (togliere-conservare), tolta ed insieme restando.

### Traduzioni italiane dellaFenomenologia dello spirito
- Fenomenologia dello spirito, trad di E. De Negri, La Nuova Italia, Firenze 1933.
- Fenomenologia dello spirito, trad. di V. Cicero, Rusconi, Milano 1995 (rist. Bompiani, Milano 2000).
- La fenomenologia dello spirito. Sistema della scienza, parte prima, trad. di G. Garelli, Einaudi, Torino 2008.
- Fenomenologia dello spirito, trad. e commento di Adriano Tassi, Brescia, Scholé, 2024.

### Introduzioni e Approfondimenti
Sulla Prefazione
- Aldo Stella, La Prefazione alla Fenomenologia dello spirito di Hegel. Interpretazioni critiche e approfondimenti teoretici, Aracne, Roma 2021.

#### Introduzioni
- Franco Chiereghin, La Fenomenologia dello spirito di Hegel: introduzione alla lettura, Carocci, Urbino, 1994.
- Jean Hyppolite, Genesi e struttura della Fenomenologia dello Spirito di Hegel, La Nuova Italia, Firenze 1972.
- Alexandre Kojève, Introduzione alla lettura di Hegel, Adelphi, Milano 1996.
- Valerio Verra, Introduzione a Hegel, Laterza, Roma-Bari, 1988.

#### Approfondimenti
- AA.VV. Interpretazioni hegeliane, a cura di Roberto Salvadori, La Nuova Italia, Firenze 1980.
- Ernst Bloch, Soggetto - oggetto. Commento a Hegel, il Mulino, Bologna 1975.
- Martin Heidegger, La fenomenologia dello spirito di Hegel, Guida, Napoli 2000.
- L. Illetterati, P. Giuspoli, G. Mendola, Hegel, Carocci, Roma 2010.
- A. Moretto, Hegel e la "matematica dell'infinito", Verifiche, Trento 1984.
- R. Roni, Il lavoro della ragione. Dimensioni del soggetto nella Fenomenologia dello spirito di Hegel, Firenze University Press, Firenze 2012.
- Jean Wahl, La coscienza infelice nella filosofia di Hegel, ILI, Milano 1971.